# Skupljanje urina
Pojam skupljanje urina se odnosi na radnju koju obavlja sam pacijent (sakuplja urin za laboratorijsku obradu), a u izuzetnim okolnostima urin se pacijentu uzima kateterom.
Za analizu urina, ovisno o vrsti pretraga mogu se upotrijebiti:
- prvi jutarnji urin koji sadržava najveću dnevnu koncentraciju tvari u jednoj porciji urina.

- jednokratni dnevni urin koji se često rabi kao materijal za pretragu u hitnim slučajevima.

- dnevni urin (dU) ili tzv. 24-satni volumen urina. Od njega se uzima alikvot (odgovarajući dio potreban za analizu) te obrađuje, a daje prosječnu koncentraciju ispitivane tvari izlučene u jednom danu.

- urin sakupljen u točno određenim vremenskim razmacima se rabi za funkcionalno ispitivanje bubrega.

Za kemijske analize, urin se mora skupljati u kemijski čisto posuđe, a da bi se spriječila slučajna infekcija uzorka, dobro je imati i sterilno posuđe. U kemijski čistom posuđu ne smije biti tragova kemijske nečistoće od prijašnjih analiza ili tragova sredstava za pranje. za skupljanje urina rabe se dvije vrste posuđa, a to su: staklene čaše i boce raznih oblika i veličina (graduirane i negraduirane) te posuđe za jednokratnu uporabu od PVCa (čaše od 0,1 do 0,1 L).
Što se tiče lokacije davanja urina, najprihvatljivije bi bilo da pacijent urin daje u zdravstvenoj ustanovi (bolnica, ambulanta, itd.), a ako nije u mogućnosti urin se može samostalno uzeti i kod kuće (uz pridržavanje određnih pravila). 